# Фултон (округ, Арканзас)
Шаблон:StateAbbr_ 36°23′19″ пн. ш. 91°48′52″ зх. д. / 36.388611111111° пн. ш. 91.814444444444° зх. д.
Округ Фултон (англ. Fulton County) — округ (графство) у штаті Арканзас. Ідентифікатор округу 05049.

## Історія
Округ утворений 1842 року.

## Демографія
За даними перепису 
2000 року 
загальне населення округу становило 11642 осіб, зокрема міського населення було 1061, а сільського — 10581.
Серед мешканців округу чоловіків було 5702, а жінок — 5940. В окрузі було 4810 домогосподарств, 3511 родин, які мешкали в 5973 будинках.
Середній розмір родини становив 2,83.
Віковий розподіл населення поданий у таблиці:
| Стать    | До 15 років | 15-21 | 22-29 | 30-39 | 40-49 | 50-65 | 65-85 | Понад 85 |
| -------- | ----------- | ----- | ----- | ----- | ----- | ----- | ----- | -------- |
| Чоловіки | 1092        | 522   | 411   | 673   | 772   | 1150  | 995   | 87       |
| Жінки    | 1033        | 456   | 416   | 697   | 838   | 1229  | 1096  | 175      |

## Суміжні округи
- Гавелл, Міссурі — північ
- Орегон, Міссурі — північний схід
- Шарп — схід
- Ізард — південь
- Бекстер — захід
- Озарк, Міссурі — північний захід

## Виноски
1. ↑  U.S. Decennial Census. United States Census Bureau. Архів оригіналу за 26 квітня 2015. Процитовано 26 серпня 2015.
2. ↑  Historical Census Browser. University of Virginia Library. Архів оригіналу за 11 серпня 2012. Процитовано 26 серпня 2015.
3. ↑  Forstall, Richard L., ред. (27 березня 1995). Population of Counties by Decennial Census: 1900 to 1990. United States Census Bureau. Процитовано 26 серпня 2015.
4. ↑  Census 2000 PHC-T-4. Ranking Tables for Counties: 1990 and 2000 (PDF). United States Census Bureau. 2 квітня 2001. Процитовано 26 серпня 2015.
5. ↑  State & County QuickFacts. United States Census Bureau. Архів оригіналу за 6 липня 2011. Процитовано 20 травня 2014. [Архівовано 2011-06-07 у Wayback Machine.](англ.) Наведено за англійською вікіпедією.
6. ↑  Fulton County, Arkansas. United States Census Bureau. Процитовано 9 серпня 2019.
7. ↑  American FactFinder. Бюро перепису населення США. Архів оригіналу за 26 лютого 2012. Процитовано 31 січня 2008. [Архівовано 2008-05-21 у Wayback Machine.]

| США | Це незавершена стаття з географії США. Ви можете допомогти проєкту, виправивши або дописавши її. |